# Romain Détraz
Romain Détraz (* 21. Dezember 1993 in Lausanne) ist ein Schweizer Freestyle-Skier. Er startet in der Disziplin Skicross.

## Werdegang
Détraz startete im Januar 2010 in Zweisimmen erstmals im Europacup. Bei Juniorenweltmeisterschaften belegte er im Jahr 2012 den 15., im Jahr 2013 den 28. und im Jahr 2014 den 18. Platz. In der Saison 2015/16 kam er im Europacup siebenmal unter die ersten zehn, darunter zweimal aufs Podest. Damit erreichte er zum Saisonende den fünften Platz in der Skicross-Disziplinenwertung. Im Freestyle-Weltcup debütierte er am 5. Dezember 2015 in Montafon und errang dabei den 53. Platz. Im Januar 2016 gewann er am Watles mit dem 24. Platz seine ersten Weltcuppunkte. Nachdem er zu Beginn der Saison 2016/17 in Val Thorens zweimal den 36. Platz belegt hatte, gelang ihm am 13. Dezember 2016 in Arosa überraschend der erste Weltcupsieg und errang zum Saisonende den 24. Platz im Skicross-Weltcup. In der Saison 2018/19 wurde er mit drei Top-Zehn-Platzierungen, darunter Platz drei in Idre und Rang zwei in Feldberg, Zehnter im Skicross-Weltcup. Bei den Olympischen Winterspielen 2022 in Peking belegte er den 24. Platz.

## Erfolge

### Olympische Spiele
- Peking 2022: 24. Platz Skicross

### Weltcupwertungen
| Saison  | Gesamt | Gesamt | Skicross | Skicross |
| Saison  | Platz  | Punkte | Platz    | Punkte   |
| ------- | ------ | ------ | -------- | -------- |
| 2015/16 | 244.   | 0,58   | 51.      | 7        |
| 2016/17 | 121.   | 10,64  | 24.      | 149      |
| 2017/18 | 159.   | 7,20   | 33.      | 72       |
| 2018/19 | 48.    | 23,64  | 10.      | 260      |
| 2019/20 | 270.   | 0,45   | 57.      | 5        |
| 2021/22 | –      | –      | 15.      | 244      |

### Weltcupsiege
Détraz errang im Weltcup bisher drei Podestplätze, davon einen Sieg:
| Datum             | Ort   | Land    |
| ----------------- | ----- | ------- |
| 13. Dezember 2016 | Arosa | Schweiz |

### Europacup
- Saison 2015/16: 5. Skicross-Disziplinenwertung
- 3 Podestplätze, davon 1 Sieg

### Juniorenweltmeisterschaften
- Chiesa in Valmalence 2012: 15. Skicross
- Chiesa in Valmalence 2013: 28. Skicross
- Chiesa in Valmalence 2014: 18. Skicross

### Schweizer Meisterschaft
- 2022 2. Platz

### Weitere Erfolge
- Winter-Universiade 2013: 6. Skicross
- Winter-Universiade 2015: 17. Skicross